# Makhoixepoliana
Makhoixepoliana - Махошеполяна (rus) és un poble de la República d'Adiguèsia, a Rússia. És a 11 km a l'est de Tulski i a 23 km al sud-est de Maikop. Pertany al possiólok de Tulski.